# Brad Gillis
Brad Gillis (Honolulu, 15 de Junho de 1957), é um guitarrista norte-americano. Muito conhecido pela sua participação no Night Ranger. Sua carreira musical começou na banda Rubicon na década de 70. Ele Também tocou com Ozzy Osbourne e Derek Sherinian. Seu estilo incorpora frequentemente uso do tremolo pesado. Ele é muitas vezes considerado como um dos mais inovadores usuários de tremolos estilo Floyd Rose.

## Discografia

### Rubicon
- Rubicon

- American Dreams

### Night Ranger
- Dawn Patrol (1982)

- Midnight Madness (1983)

- Seven Wishes (1985)

- Big Life (1987)

- Man In Motion (1988)

- Feeding Of The Mojo (1995)

- Neverland (1997)

- Seven (1998)

- Hole In The Sun (2007)

### Ozzy Osbourne
- Speak Of The Devil (1982)

### Fiona
- Heart Like A Gun (1989)

### Solo
- Girock Ranch (1993)

- Alligator (2000)

### Derek Sherinian
- Blood Of The Snake (2006)

### Vicious Rumors
- Warball (2006)